# Sonia Racy
Sonia Jubran Racy (São Paulo, 30 de março de 1956) é uma jornalista brasileira. Especializada em informações de bastidores das mais diversas áreas (da política ao ambiente de negócios), Sonia é, desde 1988, colunista, no jornal O Estado de S.Paulo. Em 2007 foi vencedora do Troféu Mulher Imprensa, na categoria Colunista de Jornal ou Revista, pelo mesmo jornal.
Estudou na São Paulo Graded School, no Colégio Rio Branco e na Faculdade de Administração de Empresas do Mackenzie, todos na capital paulista. Na Suíça, estudou no Colégio Chateau Beau Cèdre, de Montreux.

## Carreira
De origem avoenga totalmente libanesa, seu primeiro trabalho em Jornalismo foi como estagiária do caderno B do Jornal do Brasil, no Rio de Janeiro, entre os anos de 1979 e 1982, onde chegou a ser repórter. Depois, entre 1982 e 1985, foi repórter de Economia da Gazeta Mercantil, em São Paulo, onde passou a residir e trabalhar.
Entre os anos de 1985 e 1886 atuou como editora do caderno mulher no jornal Folha de S.Paulo e abriu uma agência de comunicação, a Profession, criada para a divulgação de produtos, lançamentos e imagem corporativa. Em 1988, porém, vendeu sua participação na empresa para que isso não interferisse em seu trabalho de jornalista.
Desde 1988 trabalha no O Estado de S. Paulo, onde, até 1990 foi colunista social do caderno 2 do jornal, com a "Coluna 2". Nesse mesmo ano, criou a coluna Direto da Fonte, de Economia, que a partir de 1995 virou um programa na rádio Rádio Eldorado.
Entre 1991 e 1994 participou do programa Business, na Rede Manchete, e do programa Linha Direta, na rádio CBN. Entre 1996 e 2000, integrou o programa Negócios & Cia., da Rede Bandeirantes e do Jornal da TVE, na TVE Brasil.
Em setembro de 2007, Sonia assumiu o espaço da coluna Persona , no caderno 2 de O Estado de S.Paulo, renomeando-o de Direto da Fonte.A coluna diária, por sua vez, estreou em 18 de outubro de 2008, e aborda outras notícias além do colunismo social, crescendo para duas páginas na edição de domingo. 
Em dezembro de 2007, recebeu o Prêmio Destaque Bovespa, na categoria Jornalismo e no mesmo ano, levou o prêmio Troféu Mulher Imprensa, na categoria Colunista de Jornal ou Revista. Em setembro de 2009, outra nomeação: esteve entre os vencedores do Prêmio Comunique-se, na categoria Mídia impressa/colunista social. Sonia voltou a conquistar o prêmio em 2011, na mesma categoria.
Hoje trabalha para o jornal O Estado de S. Paulo na coluna "Direto da Fonte". Apresenta também o programa Show Business na Rede Bandeirantes desde 2016, além de trabalhar na rádio Eldorado FM de São Paulo fazendo boletins diários.